# Harbouszczyna
Harbouszczyna (biał. Гарбоўшчына; ros. Горбовщина, Gorbowszczina) – wieś na Białorusi, w obwodzie mińskim, w rejonie łohojskim, w sielsowiecie Krajsk. W 2019 roku liczyła 2 mieszkańców.